# Heirtzler Fracture Zone
Koordinaten: 63° 30′ S, 162° 30′ O
Die Heirtzler Fracture Zone (englisch für Heirtzler-Bruchzone) ist eine unterseeische Transformstörung im Südlichen Ozean nördlich des Rossmeers.
Die Benennung erfolgte auf Vorschlag dreier Wissenschaftler des Lamont-Doherty Earth Observatory. Namensgeber ist der US-amerikanische Geophysiker James Ransom Heirtzler (1925–2022), ein Pionier in der Erforschung der Ozeanbodenspreizung. Die Benennung des Grabenbruchs wurde im März 1993 durch das US-amerikanische Advisory Committee on Undersea Features (ACUF) bestätigt.